# Валеконтијери (Фрозиноне)
Валеконтијери је насеље у Италији у округу Фрозиноне, региону Лацио.
Према процени из 2011. у насељу је живело 15 становника. Насеље се налази на надморској висини од 448 м.